# قلب‌های آهنین ۲
قلب‌هایی از آهن ۲ (انگلیسی: Hearts of Iron II) یک بازی راهبرد کلان جنگی است که برای رایانه‌های شخصی منتشر شده‌است. این بازی به دست پارادوکس دولوپمنت استودیو ساخته و به دست پارادوکس اینتراکتیو منتشر شده‌است. این بازی از ۱ ژانویه ۱۹۳۶ آغاز می‌شود و در دسامبر ۱۹۴۷ به پایان می‌رسد و به بازیکن حق انتخاب میان ۱۷۵ کشور در آن دوره زمانی را می‌دهد. برنامه‌نویس این بازی یوهان اندرسون بود.
یک ادامه برای این بازی، یعنی قلب‌هایی از آهن ۳ در اوت ۲۰۰۹ منتشر شد.